# Shigeru Kimura
Shigeru Kimura, född i Kobe, Japan den 2 mars 1941 och död 1995, var en karateka som utövade Tani-ha Shūkōkai, där han nådde 10:e dangraden och blev sōke för stilen Kimura Shūkōkai.
Efter att ha provat på jūdō och kendō, började han vid sexton års ålder, lära sig karate hos Tani Chōjirō.. Vid 21 år vann han All Japan Championships och upprepade segern året därpå.
Trots framgångarna tvivlade Kimura på sin karates effektivitet, så han bestämde sig för att pröva fullkontakt kumite med andra studenter. Slagen visade sig vara snabba, men mycket mindre effektiva än han hade väntat. Detta frustrerade honom och han började ett livslångt sökande efter storhet. Så utan att ha något grepp om hur man talar språken, drog Kimura från Japan 1965 till Afrika för att lära ut sin teknik i Zimbabwe, Moçambique och Sydafrika.